# Igreja Matriz de São Sebastião (Coronel Fabriciano)
A Igreja Matriz de São Sebastião é um templo religioso católico localizado no município brasileiro de Coronel Fabriciano, no interior do estado de Minas Gerais. Foi inaugurada em 1949, consolidando a instalação da primeira instituição religiosa sediada no Vale do Aço em decorrência da vinda da Congregação dos Missionários Redentoristas em agosto de 1948, responsável pela fase final das obras da igreja e pela manutenção da Paróquia São Sebastião.
Em 1979, passou a abrigar o título de co-catedral da até então Diocese de Itabira, o qual manteve até 1993, quando da consagração da Catedral de São Sebastião. Sua arquitetura e composição interna constituem um patrimônio cultural municipal, tombado em 1997. Conta com capacidade para comportar um total de 200 pessoas, sendo palco de diversos casamentos, batismos e celebrações religiosas da cidade.

## História

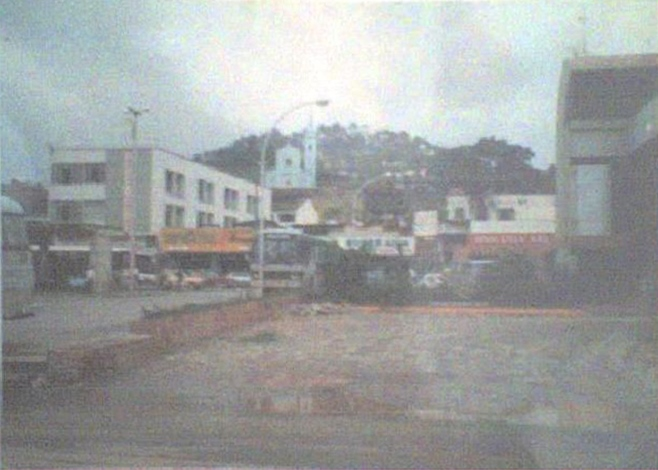
Centro de Fabriciano visto do Terminal Rodoviário em 1991, onde pode ser notada a Igreja Matriz ao fundo.

Igreja Matriz em 2011, com pintura externa rosa.

A construção da atual Igreja Matriz de São Sebastião foi iniciada em 1946 e teve o objetivo de substituir a primeira igreja da atual região central da cidade, que foi inaugurada em 1929 e se encontrava em ruínas. O estilo arquitetônico foi definido pelo então arcebispo de Mariana Dom Helvécio Gomes de Oliveira, sendo os trabalhos iniciais liderados pelo padre Deolindo Coelho, responsável pelo curato local, subordinado à Paróquia Nossa Senhora de Nazaré, sediada em Antônio Dias. A origem do projeto, no entanto, é desconhecida.
Em agosto de 1948, instalou-se no então distrito de Coronel Fabriciano a Congregação dos Missionários Redentoristas, responsável pela manutenção da nova Paróquia São Sebastião e pela conclusão das obras. Em dezembro do mesmo ano houve a emancipação do atual município, sendo instalado em 1º de janeiro de 1949. Nessa data o templo, ainda em construção, recebeu uma missa solene em honra à ocasião. Pouco mais tarde, especificamente em 10 de janeiro de 1949, a antiga igreja da cidade desabou após uma forte chuva. A atual Igreja Matriz de São Sebastião, por sua vez, foi inaugurada com a entronização da imagem do padroeiro São Sebastião em agosto de 1949.
O desabamento da antiga catedral de Itabira, poucos dias após a renúncia do então bispo diocesano Dom Marcos Antônio Noronha em novembro de 1970, levou à transferência das funções de espaço litúrgico episcopal para a Igreja Matriz de São Sebastião em Coronel Fabriciano. Isso impulsionou a designação deste município como cossede da até então Diocese de Itabira mediante o decreto Cum urbs vulgo Coronel Fabriciano do Papa João Paulo II, datado de 1º de junho de 1979, alterando a denominação da circunscrição para "Diocese de Itabira-Fabriciano". Dessa forma o templo exerceu a função de co-catedral diocesana até a inauguração da Catedral de São Sebastião em 1993.
A construção da atual Catedral de São Sebastião — cinco vezes maior que a Matriz — vinha sendo especulada desde meados da década de 1980, impulsionada pela crescente quantidade de frequentadores, e foi necessária mesmo com uma ampla reforma na Igreja Matriz promovida pelo vigário Dom Lélis Lara em 1971. Ao longo de sua existência teve um total de sete alterações em sua pintura, sendo a mais recente após ser reformada e reinaugurada em 8 de junho de 2014, passando a apresentar as cores originais azul, em seu exterior, e branco, no interior.

## Implantação e acervo

Vista da Igreja Matriz de São Sebastião pela Rua Dr. Querubino

As fachadas laterais do templo são simétricas e a fachada posterior está voltada para a Rua Doutor Querubino, enquanto que a principal se encontra disposta em direção a uma esplanada, podendo ser observado de vários pontos dos arredores do Centro de Fabriciano. A torre, com um total de 19 metros, destacada do corpo da edificação, possui planta quadrada, com detalhes em relevo e a cobertura em laje inclinada, tendo um sino e um relógio no topo, este fabricado em 1952 no município de Jacutinga, sul mineiro. O sino foi modernizado em 2014, sendo programado para badalar às 6h, 12h, 18h e 22h.
Na década de 80, foi construído um gradil cercando a igreja, a fim de protegê-la contra pichações e vandalismos, no entanto a cerca foi removida após a reforma de 2014, cedendo espaço a um jardim planejado pela arquiteta Lígia Araújo. A presença de rosáceas e dos vitrais coloridos também é uma característica externa marcante. Em 1984, foi construída a laje interna, a fim de substituir o forro de madeira. O piso contém ladrilhos hidráulicos e granitina e as arcadas laterais são compostas por colunas alto-relevadas com iluminação provinda de lâmpadas fluorescentes instaladas em seu entablamento. O interior da igreja abriga um conjunto de 14 telas a óleo de autoria de Carlos Oswald representando a Via Sacra, inaugurado em 1954.
Todo o conjunto foi tombado como patrimônio cultural municipal em 31 de março de 1997 e está incluído no complexo arquitetônico que engloba a Escola Estadual Professor Pedro Calmon (1952) e o Salão Paroquial Dom Lélis Lara (1959). Dentre outras obras, destacam-se as imagens do Senhor Morto, do Bom Pastor e de Nossa Senhora das Dores doadas por Joaquim Alves Júnior, funcionário da Belgo Mineira, em 1949, e de São Geraldo e São Sebastião, esta doada por Rotildino Avelino naquele mesmo ano, consolidando assim a inauguração do templo. O altar-mor, em mármore de Carrara, foi implantado na mesma ocasião, e a pia batismal foi adquirida por meio de doações da comunidade em 1950. Rotildino Avelino também doara a imagem de São Sebastião da antiga Igreja Matriz, encomendada do Rio de Janeiro na década de 1920, sendo esta abrigada por ele próprio após resgatá-la entre os escombros do templo que desabou.

## Cultura

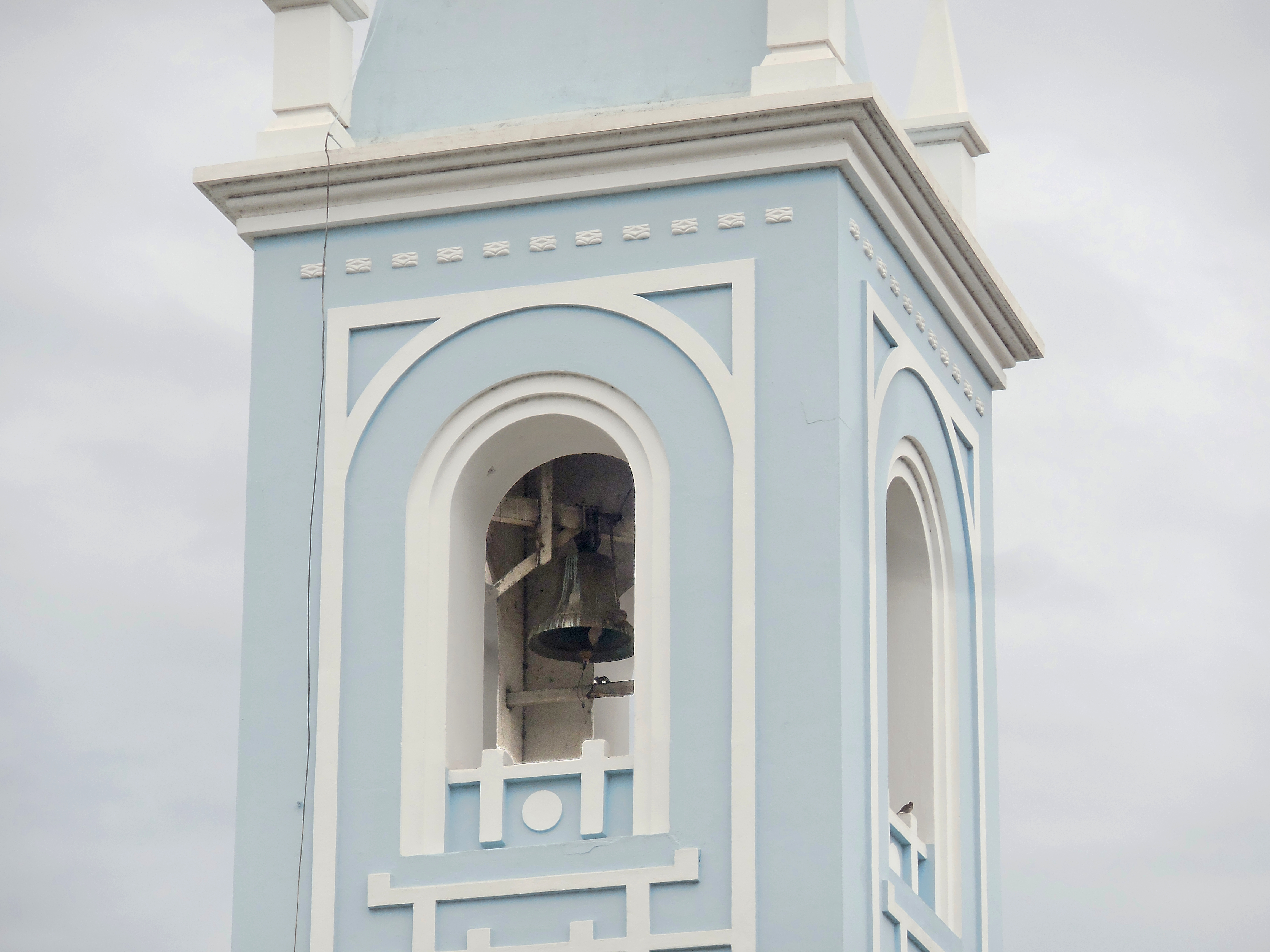
Vista do sino da igreja

A inauguração da Igreja Matriz de São Sebastião, em 1949, consolidou a instalação da primeira instituição religiosa sediada na região do atual Vale do Aço, em decorrência da vinda da Congregação dos Missionários Redentoristas em agosto de 1948, responsável pela fase final das obras e pela manutenção da Paróquia São Sebastião. Conforme já citado, Coronel Fabriciano emancipara-se de Antônio Dias em dezembro daquele mesmo ano.
A construção do templo centralizou a realização das atividades religiosas da cidade, mantendo ainda a organização de casamentos semanais e missas diárias. As celebrações e eventos relacionados às festas de São Sebastião, da quarta-feira de cinzas, da Semana Santa e da Missa do Galo da Paróquia São Sebastião eram realizados ao redor da Matriz até a construção da Catedral. O percurso do tapete de Corpus Christi começava na igreja e direcionava-se até a Rua Pedro Nolasco, voltando então ao templo, sendo transferido para os bairros Santa Helena e Professores após a conclusão da nova cossede diocesana.